# Jan Černý
Jan Černý, född 4 mars 1874, död 10 april 1959, var en tjeckoslovakisk ämbetsman och politiker.
Černý blev 1912 chef för ståthållarskapets presidium i Mähren och hovråd. Efter omstörtningen togs Černý i anspråk för administrationen i Mähren och blev 1920 länspresident för detta område. 1920-21 var han ministerpresident och inrikesminister i en expeditionsministär, vars huvudsakliga uppgift att befästa statens auktoritet framför allt gentemot den yttersta vänstern, som senare konstituerade sig som det tjeckoslovakiska kommunistiska partiet, och behöll inrikesministerposten i den följande av Edvard Beneš ledda parlamentariska regeringen. Andra gången bildade Černý ministär 1926 och var även nu samtidigt inrikesminister. Han blev senare även minister för folkförsörjningen.